# Adriaan Fokker
Adriaan Daniël Fokker (Buitenzorg, 17 de agosto de 1887 — Beekbergen, 24 de setembro de 1972) foi um físico e músico neerlandês. 

## Vida
Fokker nasceu em Buitenzorg, Índias Orientais Neerlandesas (agora Bogor, Indonésia); era primo do engenheiro aeronáutico Anthony Fokker. Estudou engenharia de minas na Universidade Técnica de Delft e física na Universidade de Leiden com Hendrik Lorentz, onde recebeu seu doutorado em 1913. Continuou seus estudos com Albert Einstein, Ernest Rutherford e William Bragg. Em sua tese de 1913, derivou a equação de Fokker–Planck juntamente com Max Planck. Após prestar o serviço militar durante a Primeira Guerra Mundial, retornou para a Universidade de Leiden como assistente de Hendrik Lorentz e Paul Ehrenfest. Em 1928 sucedeu Hendrik Lorentz como diretor de pesquisas do Museu Teyler em Haarlem.
Fokker fez diversas contribuições para a relatividade restrita, e algumas contribuições menos conhecidas para a relatividade geral, particularmente na área do efeito geodético.